# Râmnicul Sărat
Râmnicul Sărat eller Râmnicu Sărat er en højre biflod til floden Siret i Rumænien. Den løber ud i Siret i Belciugele. Den samlede længde af Râmnicul Sărat fra dens udspring til dens sammenløb med Siret er 137 km. Dens afvandingsområde er 1.063 km2 Dens øvre løb, over sammenløbet med Martin, kaldes undertiden Mălușel.
Under den De russisk-tyrkiske krige fandt Slaget ved Rymnik (tyrkisk: Boze Savaşı) sted ved floden den 22. september 1789.

## Byer og landsbyer
Følgende byer og landsbyer ligger langs floden Râmnicul Sărat, fra kilde til udmunding: Jitia, Jitia de Jos, Luncile, Tulburea, Chiojdeni, Dumitreștii de Sus, Dumitrești, Biceștii de Jos, Muceștii de Jos, Ceairu, Gura Făgetului, Dedulești , Băbeni , Tăbăcari, Răducești, Oratia, Podgoria, Poșta, Râmnicu Sărat, Valea râmnicului , Rubla, Râmnicelu, Colibași, Stiubeiiii, Nicolești, Dăscălești, Codrești, Spătăreasa, Ciorăști, Mihălceni, Salcia Veche, Vâjâitoarea, Tătăranu, Râmniceni, Tăuăgele og Mătiăne, Belciuătaru ,

## Bifloder
Bifloder til Râmnicul Sărat (fra kilden til mundingen):
Fra venstre: Sărățel, Cerbu, Râmnicel, Săritoarea, Tulburea, Rotăria, Motnău, Căprăria, Bădila, Mocanca, Coțatcu, Bălan
Fra højre: Martin, Moldoveanul (eller Recea), Ulmușor (eller Pârâul Sărat), Râul Vacii Rele, Cătăuț, Buda, Izvorul Pietrelor, Băbeni, Muncelu, Greabăn, Putreda